# Шенгельші
Шенгельші́ (каз. Шенгелші) — село у складі Мугалжарського району Актюбінської області Казахстану. Входить до складу Батпаккольського сільського округу.
У радянські часи село називалось Шенгельший.
Населення — 388 осіб (2021; 413 у 2009, 432 у 1999, 412 у 1989).